# Iliana Ivanova
Pour les articles homonymes, voir Ivanova.
Iliana Ivanova, née le 14 septembre 1975 à Stara Zagora, est une économiste et figure publique bulgare.
Elle est élue députée européenne en 2009. Alors que son mandat dure jusqu'en 2014, elle quitte son poste ainsi que toutes activités politiques le 31 décembre 2012 pour rejoindre la Cour des comptes européenne.
En 2023, elle succède à Mariya Gabriel en tant que commissaire européenne à l'Innovation, à la Recherche, à la Culture, à l'Éducation et à la Jeunesse.